# Línea L4 (Montevideo)
La línea L4 es una línea local de la terminal Cerro, une dicha terminal con La Boyada en modalidad de circuito. La ida es Terminal Cerro y la vuelta La Boyada.

## Recorridos
Circula por los barrios Cerro, Cerro Norte y La Boyada.
| Ida - Zona B (Terminal del Cerro) - Ramón Tabárez - Pedro Castellino - Turquía - Haití - Avenida Santín Carlos Rossi - Camino al Paso de la Boyada hasta Camino de las Tropas - Continúa sin espera | Vuelta - ...Camino al Paso de la Boyada - Avenida Santín Carlos Rossi - Pedro Castellino - Zona B (Terminal del Cerro) |